# Constantin Melnik
Pour les articles homonymes, voir Melnik.
Constantin Melnik, né le 24 octobre 1927 à La Tronche (Isère) et mort le 14 septembre 2014 , est un coordinateur des services de renseignement auprès du Premier ministre français, Michel Debré, de 1959 à 1962 au plus fort de la guerre d'Algérie. Souvent perçu uniquement comme une personnalité du monde du renseignement français, il est aussi un stratège en géopolitique et un homme de lettres.

## Origine
Constantin Melnik est le fils de  Constantin Melnik (1893-1977), officier de l'Armée impériale russe et de Tatiana Botkina (1898-1986). Son grand-père maternel, le docteur Botkine, médecin général de la Garde impériale, était le médecin personnel du tsar de Russie Nicolas II. Il fut assassiné avec la famille impériale le 17 juillet 1918. Ses parents gagnèrent la France en traversant la Sibérie jusqu'au port de Vladivostok puis en passant par le Japon. Son père, officier en exil, devint ouvrier-papetier en Isère. Le couple que formaient ses parents ne résista pas aux rigueurs de l'exil.

## Haut fonctionnaire de la Quatrième République
Après la Seconde Guerre mondiale durant laquelle, malgré son jeune âge, il servit d'agent de liaison d'un maquis FTP niçois, Constantin Melnik sort major de l'Institut d'études politiques de Paris. Secrétaire parlementaire du groupe de la Gauche républicaine au Sénat, il se lie d'amitié avec Michel Debré, qui l'introduit auprès de Raymond Aron. Entre le philosophe et l'homme d'action se noue une relation d'estime qui perdurera malgré la méfiance d'Aron face à l'action étatique et ses préférences pour l'état de spectateur, fût-il engagé. 
Durant la Quatrième République, il fut conseiller technique de Charles Brune au ministère des Postes et Télécommunications (1950-1951), puis au ministère de l'Intérieur (1951-1953). Il devint membre du 2e bureau du général Juin où il sut déterminer que Nikita Khrouchtchev avait toutes ses chances pour succéder à Staline (1953). 
Fils de Russes blancs ayant fui la révolution bolchevique pour sauver leur vie, Constantin Melnik est préoccupé par la défense des États occidentaux face à la menace soviétique. Il se forme aux méthodes américaines en travaillant pour la Rand Corporation. Il élabore ainsi ce qui fut toute sa vie sa doctrine de conduite, le devoir de servir du mieux de ses capacités les États démocratiques contre les attaques totalitaires, de maintenir la puissance de ces États et leur légalité afin de conserver intact le droit de tout être humain à la liberté.

## La guerre d'Algérie
Après le 13 mai 1958 et le retour du général de Gaulle au pouvoir, il devient  conseiller technique du Premier ministre français Michel Debré pour les questions de sécurité et de renseignement de 1959 à 1962. Ses fonctions l'amènent à coordonner les différents services (PJ, RG, SDECE, DST, PP, etc.) qui sont impliqués dans le maintien de l'ordre, la lutte contre le KGB, le FLN, l'OAS ou toute organisation terroriste. Ainsi il a déclare avoir commandité plusieurs centaines d'assassinats ou attentats durant cette période.  
La presse satirique le surnommait alors « le SDECE tartare » (jeu de mots avec steak tartare et référence au SDECE, et à ses origines russo-tartares), « l'empereur Constantin » (référence à Constantin, l'empereur romain) ou encore « le Serbo-Croate de service ».

## Édition et géopolitique
Limogé après la fin de la guerre d'Algérie, Constantin Melnik se partage entre ses activités d'éditeur et l'élaboration d'une réflexion sur les dangers de la pénétration soviétique et les moyens d'y remédier. Dans le domaine éditorial, il est à l'origine en France du phénomène du document historique, et marque le paysage de l'édition française avec des best-sellers comme Treblinka (1966) de Jean-François Steiner, des livres mythiques sur la guerre (Par le sang versé de Paul Bonnecarrère) et le renseignement  (L'Orchestre rouge de Gilles Perrault), mais aussi sur les « S.S. français », ainsi qu'attesté par une interview de Jean Mabire à La Presse de la Manche du 3 septembre 1989, p. 9, qui affirme : « Constantin Melnik, qui était alors [à la fin des années soixante] directeur de collection chez Fayard, m'a demandé un jour de faire un livre sur les S.S. français. Mais, comme je ne sais pas faire court, je lui en ai livré trois. Il se trouve qu'ils rencontrèrent un succès assez important. ». Sur le plan de la réflexion théorique et de la doctrine d'action, son livre sur la nature du régime soviétique, La Troisième Rome, constitue un tournant dans la compréhension occidentale – anglo-saxonne en particulier – des enjeux des derniers affrontements de la guerre froide.
Après la chute de l'Union soviétique, Constantin Melnik se consacre à une réflexion sur le phénomène de la violence d'État en régime démocratique. Il utilise l'artifice de la fiction pour, à travers de vrais-faux romans, dénoncer les dangers du totalitarisme, la nécessité d'un renseignement discipliné et efficace au service d'un État démocratique respectueux de sa légalité et le danger de la dérive autoritaire du pouvoir dans les démocraties.
Il porte un regard critique sur ses années passées auprès du pouvoir gaulliste, expliquant : « Il y avait, chez le Général, quand même, une acceptation de la violence d’État que je trouve, avec le recul, assez effrayante. »

## Ouvrages
- 1958 : (en) The House Without Windows: France Selects a President, avec Nathan Leite pour la RAND Corporation, trad. du français par Ralph Manheim, éd. Row, Peterson and Co., Evanston (Ill.), White Plains (NY), 358 p. : sur le Congrès de Versailles qui a élu en 1953 le président René Coty au 13e tour de scrutin
- 1962 : Les Mots du Général, sous le pseudonyme d'Ernest Mignon[1], ill. Jacques Faizant, préf. Jean Cau, éd. Fayard, 159 p. ; rééd. LGF, coll. « Le Livre de poche » (no 3350), 1972 : citations du général de Gaulle
- 1964 : (en) Insurgency and Counterinsurgency in Algeria  Rand Corporation, 311p
- 1967 : (en) The French Campaign against the FLN  Rand Corporation, 76p
- 1985 : La Troisième Rome : Expansion ou déclin de l'empire communiste, éd. Grasset, 477 p.  (ISBN 2-246-36961-4), prix Marie-Eugène Simon-Henri-Martin de l’Académie française en 1986
- 1988 : Mille jours à Matignon : De Gaulle, l'Algérie, les services spéciaux, éd. Grasset, 310 p.  (ISBN 2-246-39891-6) ; rééd. augm. De Gaulle, les services secrets et l'Algérie, préf. Olivier Forcade, entretien avec l'auteur par Sébastien Laurent, éd. Nouveau Monde, coll. « Le grand jeu », 2010, 463 p.  (ISBN 978-2-84736-499-6) : mémoires
- 1994 : Un espion dans le siècle, vol. 1 : La Diagonale du double, éd. Plon, 546 p.  (ISBN 2-259-02681-8)
- 1995 : La mort était leur mission : Le service Action pendant la guerre d'Algérie, éd. Plon, 223 p.  (ISBN 2-259-18411-1)
- 1997 : Lettres à une jeune espionne, éd. Plon, 199 p.  (ISBN 2-259-18485-5)
- 1999 : Politiquement incorrect, éd. Plon, coll. « Tribune libre », 272 p.  (ISBN 2-259-19080-4)
- 2008 : Les Espions : Réalités et fantasmes, éd. Ellipses, 455 p.  (ISBN 978-2-7298-3825-6)
- 2012 : Espionnage à la française. De la Guerre froide à l'Algérie et au terrorisme international, éd. Ellipses, 264 p.  (ISBN 978-2-7298-7348-6)

Romans
- 1989 : Des services très secrets, éd. de Fallois, 323 p.  (ISBN 2-87706-032-2) ; rééd. LGF, coll. « Le Livre de poche » (no 7570), 1991  (ISBN 2-253-05683-9)
- 1991 : L'Agence et le Comité, éd. J.-C. Lattès, 329 p.  (ISBN 2-7096-1060-4)
- 2000 : Une affaire de trahison, éd. Albin Michel, 266 p.  (ISBN 2-226-11452-1)